# Rosana Ubanell
Rosana Ubanell (Pamplona, 20 de junio de 1958) es una periodista y escritora española residente en Ciudad de México. Alcanzó notoriedad en Estados Unidos, España y Latinoamérica por su novela de suspenso Volver a morir.

## Biografía
Nació y se crio en Pamplona. Se graduó de licenciada en periodismo por la Universidad de Navarra y trabajó como corresponsal para diversas publicaciones españolas, entre ellas la revista Tiempo de Hoy, de la que fue corresponsal en Bruselas entre 1986 y 1990. 
En 1990 se radicó en Washington, donde se desempeñó como corresponsal de la revista Tribuna de la Actualidad. En 2002 se trasladó a Miami, donde trabaja como subdirectora de la revista Nexos, de la compañía aérea American Airlines.
Posee un título de MBA en Transacciones Internacionales de la Universidad George Mason de Virginia.

## Obra literaria
Ubanell ganó reconocimiento internacional por su novela Volver a morir, una historia de suspenso protagonizada por un detective cubano-estadounidense ambientada en Miami.
A dos meses de su lanzamiento, la novela había vendido más de 30.000 ejemplares. Lideró el ranking de libros en español de Amazon.com durante varias semanas y se convirtió en la primera novela de la Editorial Penguin publicada en español.
En 2012 la misma editorial anunció que publicaría otra novela de Ubanell mientras se preparaba, para 2013, una segunda entrega en torno al personaje Nelson Montero, protagonista de Volver a morir. También se anunció la preparación de una adaptación para TV de la misma historia.
En 2012 Rosana Ubanell publicó su segunda novela, Perdido en tu piel, que fue descrita por Fox News Latino como «la historia de dos amantes que se vuelven a encontrar luego de 30 años sin ninguna noticia sobre el otro, y que mezcla ese “primer amor único, sin fronteras” con una historia de suspenso y de secretos que se desarrolla, entre otros sitios, en Nueva York, Marbella y México». Ubanell también declaró en 2013 que estaba trabajando en otros dos libros de Nelson Montero para continuar la serie que debutó con su primera novela. Cuando le preguntaron por qué eligió una novela romántica para la trama de su segundo libro, ella respondió: «Se dice tanto sobre el amor pero todavía no sabemos lo que es. Quería explorarlo, ahondar en esa emoción universal que los griegos solían llamar “la locura de los dioses” debido a sus efectos, muy similares a los efectos de la embriaguez y de las drogas».